# Trzcinno (jezioro w powiecie sulęcińskim)
Trzcinno (Trzciemno, Trzcienno) – jezioro położone na wschód od wsi Małuszów (droga wojewódzka nr 138) w województwie lubuskim, w powiecie sulęcińskim, w gminie Sulęcin. Powierzchnia jeziora to 14,2 ha. Jezioro znajduje się na terenie wędrzyńskiego poligonu wojskowego i jest w dyspozycji MON.